# Strange Little Girls
Strange Little Girls — шестой студийный альбом американской певицы Тори Эймос, выпущенный в 2001 году.

## Об альбоме
12 песен альбома являются каверами песен, написанными и исполняемыми изначально мужчинами, которые Эймос переосмыслила с точки зрения женского взгляда. Эймос создала образ для каждой песни и сделала снимки, которые стали различными вариантами обложек для альбома.
Как и два предыдущих студийных альбома Эймос, каверы для альбома были записаны в студии в Корнуолле. Альбом получил смешанные отзывы после его релиза в сентябре 2001 года, рецензии критиков также расходились в мнениях, хвалив ре-кавер песни Эминема «97 Bonnie and Clyde» и «Raining Blood» группы Slayer, в то время как другие критики наиболее удачными каверами отмечали «Happiness Is a Warm Gun» группы The Beatles и «Heart of Gold» Нила Янга. Эймос также сделала каверы на песни таких артистов, как Том Уэйтс, The Velvet Underground, Depeche Mode и The Stranglers.
Кавер песни «Happiness Is a Warm Gun» поднимал тему вопроса о праве на ношение оружия, куда включены звуковые фрагменты из выступлений Джорджа Буша-младшего и Джорджа Буша-старшего, а также от самого отца-министра Эймос. Альбом вошёл в чарты США на четвёртой строчке, с продажами 111000 копий, что делает его третьим альбомом певицы, вошедшим в американский Топ 10, занимает второе место по продажам среди её альбомов, и является её лучшим альбомом в США в течение почти шести лет.

## Список композиций
| №   | Название                                   | Длительность |
| --- | ------------------------------------------ | ------------ |
| 1.  | «New Age» (The Velvet Underground)         | 4:37         |
| 2.  | «’97 Bonnie & Clyde» (Эминем)              | 5:46         |
| 3.  | «Strange Little Girl» (The Stranglers)     | 3:50         |
| 4.  | «Enjoy the Silence» (Depeche Mode)         | 4:10         |
| 5.  | «I'm Not in Love» (10cc)                   | 5:39         |
| 6.  | «Rattlesnakes» (Lloyd Cole)                | 3:59         |
| 7.  | «Time» (Том Уэйтс)                         | 5:23         |
| 8.  | «Heart of Gold» (Нил Янг)                  | 4:00         |
| 9.  | «I Don’t Like Mondays» (The Boomtown Rats) | 4:21         |
| 10. | «Happiness Is a Warm Gun» (The Beatles)    | 9:55         |
| 11. | «Raining Blood» (Slayer)                   | 6:22         |
| 12. | «Real Men» (Джо Джексон)                   | 4:07         |

## Би-сайды
Альбом, как и большинство альбомов Эймос, известен своей коллекцией би-сайдов.
| Название           | Сингл                        |
| ------------------ | ---------------------------- |
| «After All»        | «Strange Little Girl» (2001) |
| «Only Women Bleed» | «Strange Little Girl» (2001) |

## Позиции в чартах
| Чарт (2001)                           | Наивысшая позиция |
| ------------------------------------- | ----------------- |
| U.S. Billboard 200                    | 4                 |
| U.S. Billboard Top Internet Albums    | 3                 |
| UK Album Chart                        | 16                |
| ARIA Chart (Австралия)                | 7                 |
| Top 40 Longplay Chart (Австрия)       | 18                |
| Canadian Album Chart (Канада)         | 8                 |
| Danish Album Chart (Дания)            | 16                |
| Finnish Album Chart (Финляндия)       | 16                |
| IFOP Album Chart (Франция)            | 26                |
| Top 100 Longplay Chart (Германия)     | 11                |
| Irish Album Chart (Ирландия)          | 21                |
| MUSICA!'s Top 20 Album Chart (Италия) | 11                |
| Album Top 100 (Нидерланды)            | 27                |
| Top 40 Album Chart (Норвегия)         | 13                |
| Polish Album Chart (Польша)           | 6                 |
| Swedish Album Chart (Швеция)          | 32                |
| Swiss Album Chart (Швейцария)         | 34                |